# Станисавлевич, Филип
Фили́п Станиса́влевич (серб. Filip Stanisavljević; род. 20 мая 1987, Пожаревац, Подунавское МРС) — сербский футболист, полузащитник клуба «Нови Бановци»

## Карьера
Воспитанник сербского «Партизана». Выступал за «Металац», в 2009 году перешёл в клуб «Явор»; дебютировал в матче Суперлиги против «Смедерево» выйдя на замену вместо Горана Луковича. 28 ноября 2010 года забил первый гол в ворота «ОФК Белград».
В 2012 году стал игроком венгерского «Уйпешт», 27 июля 2012 года дебютировал за клуб в проигранном матче против «Диошдьёр». 25 августа дебютировал за «Уйпешт II» и забил дебютный гол в ворота «Солноки» МАВ. В августе 2013 года забил свой дебютный гол за клуб в ворота основной команды «Солноки» МАВ.
Летом 2015 года перешёл в греческий «Платаньяс», дебютировал в матче Суперлиги против клуба «АЕК». В конце 2018 года стал игроком клуба «Радник». Дебютировал в проигранном матче против клуба «Црвена звезда» (6:0).
В июле 2020 года стал игроком клуба «Младост»; дебютировал в победном матче против «Рада». 1 июля 2021 года подписал контракт с сербским клубом «Вождовац».

## Достижения
«Уйпешт»
- Обладатель Кубка Венгрии: 2013/2014[12]
- Обладатель Суперкубка Венгрии по футболу: 2013/2014[13]